# Fijimoneta vitilevu
Espèce
Fijimoneta vitilevu est une espèce d'araignées aranéomorphes de la famille des Cheiracanthiidae.

## Distribution
Cette espèce est endémique des Fidji. Elle se rencontre sur Viti Levu et Kadavu.

## Description
La carapace du mâle holotype mesure 5,12 mm de long sur 3,68 mm et l'abdomen 6,40 mm de long sur 3,28 mm et la carapace de la femelle paratype 3,28 mm de long sur 2,40 mm et l'abdomen 4,40 mm de long sur 2,80 mm.

## Systématique et taxinomie
Cette espèce a été décrite par Raven et Hebron en 2024.

## Étymologie
Son nom d'espèce lui a été donné en référence au lieu de sa découverte, Viti Levu.

## Publication originale
- Raven & Hebron, 2024 : « A review of the spider genus Calamoneta Deeleman-Reinhold, a new genus in the Western Pacific and the genus Eutittha Thorell (Araneomorphae: Cheiracanthiidae). » Memoirs of the Queensland Museum, Nature, vol. 65, p. 82-109.